# سد افولیلو
سد افولیلو (به لاتین: Afulilo Dam) یک سد در ساموآ است که در Ta'elefaga, Va'a-o-Fonoti واقع شده‌است.